# Inhibitory oksydazy ksantynowej
Inhibitor oksydazy ksantynowej to każda substancja, która hamuje aktywność enzymatyczną oksydazy ksantynowej, enzymu zaangażowanego w metabolizm puryn. U ludzi zahamowanie aktywności oksydazy ksantynowej wywołuje zmniejszenie wytwarzania kwasu moczowego, w związku z tym kilka leków będących inhibitorami oksydazy ksantynowej jest stosowanym w leczeniu hiperurykemii i powiązanych z nią chorób, w tym dny moczanowej. Inhibitory oksydazy ksantynowej są badane pod kątem stosowania w zespole poreperfuzyjnym.

## Podział
Inhibitory oksydazy ksantynowej dzielą się na dwa rodzaje:
a) analogi puryn:
- allopurinol
- oksypurynol[2]
- tisopurine

b) inne
- febuksostat[3]
- topiroksostat
- inozytole (kwas fitowy i mio-inozytol).

## Roślinne inhibitory oksydazy ksantynowej
Doświadczalnie wykazano, że liczne produkty naturalne mogą hamować oksydazę ksantynową in vitro lub w organizmów modelowych (myszy, szczury). Istnieją trzy flawonoidy, które występują w wielu różnych owocach i warzywach: kemferol, mirycetyna i kwercetyna. Bardziej ogólnie, oksydazę ksantynową hamują flawony i flawonole o płaskiej strukturze z grupą hydroksylową w pozycji 7. Olejek eteryczny wyekstrahowany z Cinnamomum osmophloeum hamuje oksydazę ksantynową u myszy. Naturalny surowiec propolis z wyselekcjonowanych źródeł hamuje oksydazę ksantynową u szczurów; konkretna substancja odpowiedzialna na hamowanie aktywności enzymu nie została zidentyfikowana, ponadto nieznana jest częstość występowania tego zjawiska. Ekstrakt z liści rośliny Pistacia integerrima hamuje oksydazę ksantynową na poziomie, który potwierdza zasadność dalszych badań.
W medycynie ludowej drzewo paproci Cyathea spinulosa (dawniej Alsophila spinulosa) było stosowane w dnie moczanowej, jednakże należy podkreślić, że jej najaktywniejszy związek, kwas kawowy, jest jedynie słabym inhibitorem oksydazy ksantynowej.